# Cala Pepo
La cala Pepo, també coneguda com caleta de Joanet, és una petita platja urbana del municipi de l'Ametlla de Mar (Baix Ebre), situada a ponent de l'espigó del Club Nàutic de l'Ametlla de Mar, al Port de l'Ametlla de Mar. Envoltada de vegetació mediterrània, principalment pins i garrics, té una longitud de 32 metres i una amplada mitjana de 14 metres, formada per sorra fina i mitjana. A l'entrada a l'aigua hi sovintegen els còdols i més endins hi ha roques i mates de posidònia. S'hi accedeix pel camí de ronda, un tram del GR-92, que arriba fins a la Punta de l'Àliga.